# Eurya montis-wilhelmii
Eurya montis-wilhelmii là một loài thực vật có hoa trong họ Pentaphylacaceae. Loài này được W.R.Barker mô tả khoa học đầu tiên năm 1982.